# Baza 90 Transport Aerian Otopeni „Comandor aviator Gheorghe Bănciulescu”
Baza 90 Transport Aerian Otopeni „Comandor aviator Gheorghe Bănciulescu” a Forțelor Aeriene Române este localizată in secțiunea militară a Aeroportului Internațional Henri Coandă. Baza a fost inființată în anul 1949 si reorganizată în Martie 1990. 

## Unități dislocate bazei
- Escadrila 901 Transport Aerian Tactic - operează avionul C-130 Hercules;
- Escadrila 902 Transport Aerian și Recunoaștere - operează Antonov An-24 / Antonov An-26 / Antonov An-30;
- Escadrila 903 Elicoptere de Transport - operează IAR 330;
- Escadrila 904 Elicoptere de Atac - operează IAR 330 SOCAT;
- Escadrila 905 Elicoptere de Atac - operează IAR 330 SOCAT;

## Comandanți
- Col. av. Gheorghe Bucșe                1990 - 1992
- Col. av. Ioan Suciu                    1992 - 1998
- Cdor. av. Nicolae Stăiculescu          1998 - 2000
- Cdor. av. Constantin Constantineanu    2000 - 2001
- Cdor. av. Constantin Croitoru          2001 - 2002
- Cdor. av. Ionel Cernat                 2002 (împuternicit)
- Cdor. av. Valerian Cristea             2002 - 2004
- Gl. Fl. Aer. Dr. Laurențiu Simionescu         2004 - 2008